# Tiphia milleri
Tiphia milleri (лат.) — вид ос рода Tiphia из семейства Tiphiidae (Hymenoptera). Индия, Непал. 

## Описание
Жалящие перепончатокрылые. Длина тела около 5 мм. Мандибула без преапикального зубца; антенны снизу, щупики, тегула и передние и средние ноги оранжево-красные; дорсальная сторона переднеспинки с полным поперечным килем; латеральная сторона переднеспинки без хорошо развитой трансдискальной бороздки; маргинальная ячейка переднего крыла значительно длиннее второй кубитальной ячейки в апикальном расширении; проподеум с прямоугольной формой ареолы с латеральными килями, изгибающимися медиально. Личинки предположительно, как и близкие виды, паразитируют на пластинчатоусых жуках (Scarabaeidae, Rutelidae, Cetoniinae). Вид был впервые описан в 1975 году американским энтомологом Гарри Виллисом Алленом (1892—1981), а его валидный статус подтверждён в 2022 году.